# Seilhac
Seilhac (prononcé [sejak] ; Selhac en occitan) est une commune française située dans le département de la Corrèze en région Nouvelle-Aquitaine, dans le Bas-Limousin.

## Géographie

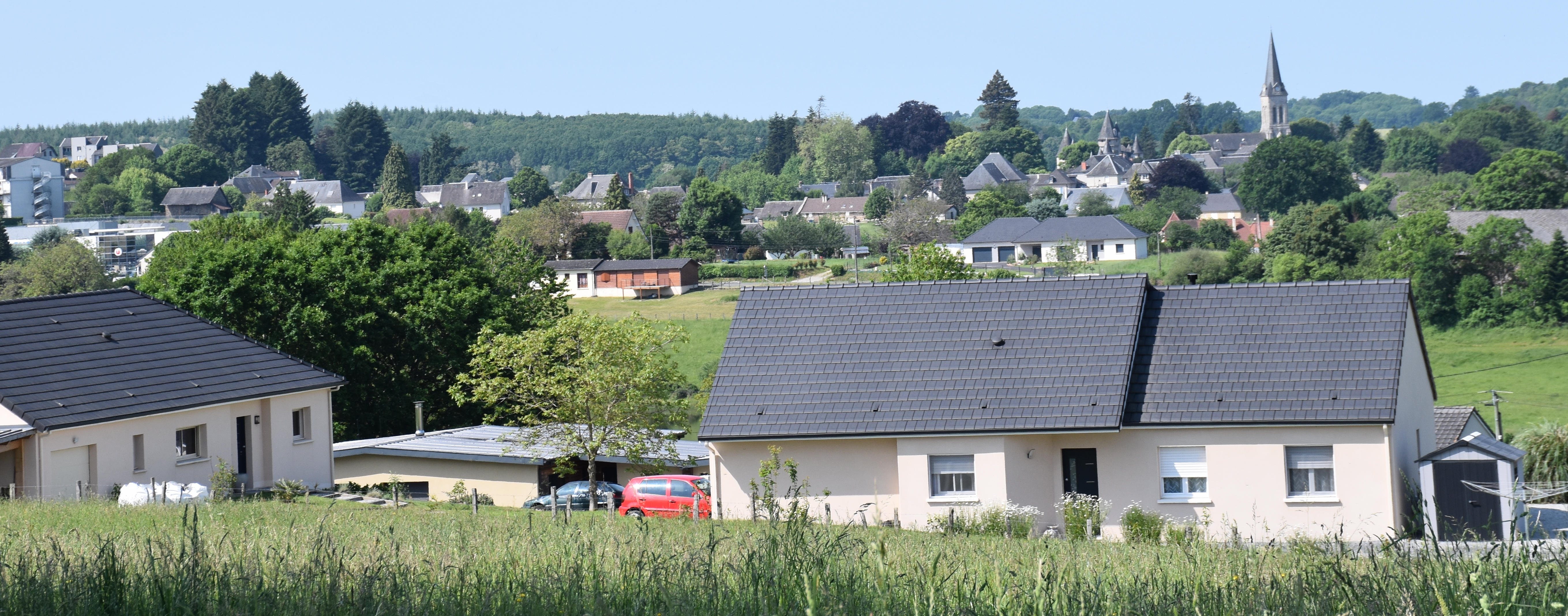
Panorama du bourg.

### Localisation
Seilhac est située approximativement à égale distance de Tulle, Brive-la-Gaillarde et Uzerche. Proche des autoroutes A89 et A20, le pays de Seilhac représente une frontière naturelle entre les vallées de la Corrèze et de la Vézère. Le territoire communal est ainsi arrosé par le Brézou, affluent de la Vézère, et par la Céronne, affluent de la Corrèze.
Située sur les contreforts du Massif central, la commune dispose d’un relief vallonné caractérisé par des collines boisées et des mini-plateaux dont les hauteurs moyennes varient de 420 à 547 mètres au Puy des Ferrières. De ce plateau, on jouit d’un vaste panorama sur tout le massif des Monédières. La commune s’étend sur 2 575 hectares et sur près de 7 km dans le sens nord-sud et sur plus de 8 km dans le sens est-ouest.

### Communes limitrophes
Les communes limitrophes sont  Bar, Chamboulive, Lagraulière, Naves, Saint-Clément, Saint-Jal et Saint-Salvadour.

### Climat
Pour des articles plus généraux, voir Climat de la Nouvelle-Aquitaine et Climat de la Corrèze.
Le climat, du type semi-continental, se caractérise par une certaine douceur due à l’exposition sud-ouest.
Historiquement, la commune est dans une zone de transition entre les climats océaniques aquitain et montagnard.  
En 2020, Météo-France publie une typologie des climats de la France métropolitaine dans laquelle la commune est exposée à un climat de montagne et est dans la région climatique  Ouest et nord-ouest du Massif Central, caractérisée par une pluviométrie annuelle de 900 à 1 500 mm, maximale en automne et en hiver.
Pour la période 1971-2000, la température annuelle moyenne est de 10,7 °C, avec  une amplitude thermique annuelle de 14,8 °C. Le cumul annuel moyen de précipitations est de 1 316 mm, avec 12,6 jours de précipitations en janvier et 8,1 jours en juillet. Pour la période 1991-2020, la température moyenne annuelle observée sur la station météorologique la plus proche, située sur la commune de Tulle à 12 km à vol d'oiseau, est de 12,1 °C et le cumul annuel moyen de précipitations est de 1 236,1 mm,. Pour l'avenir, les paramètres climatiques de la commune estimés pour 2050 selon différents scénarios d’émission de gaz à effet de serre sont consultables sur un site dédié publié par Météo-France en novembre 2022.

### Urbanisme
La principale zone urbaine se situe au centre du territoire communal.

### Typologie
Au 1er janvier 2024, Seilhac est catégorisée bourg rural, selon la nouvelle grille communale de densité à 7 niveaux définie par l'Insee en 2022.
Elle est située hors unité urbaine. Par ailleurs la commune fait partie de l'aire d'attraction de Tulle, dont elle est une commune de la couronne,. Cette aire, qui regroupe 43 communes, est catégorisée dans les aires de moins de 50 000 habitants,.

### Occupation des sols
L'occupation des sols de la commune, telle qu'elle ressort de la base de données européenne d’occupation biophysique des sols Corine Land Cover (CLC), est marquée par l'importance des territoires agricoles (82,5 % en 2018), une proportion sensiblement équivalente à celle de 1990 (82,8 %). La répartition détaillée en 2018 est la suivante : 
prairies (50,4 %), zones agricoles hétérogènes (32,1 %), forêts (10,3 %), zones urbanisées (5 %), espaces verts artificialisés, non agricoles (1,2 %), eaux continentales (1,1 %).
L'évolution de l’occupation des sols de la commune et de ses infrastructures peut être observée sur les différentes représentations cartographiques du territoire : la carte de Cassini (XVIIIe siècle), la carte d'état-major (1820-1866) et les cartes ou photos aériennes de l'IGN pour la période actuelle (1950 à aujourd'hui).

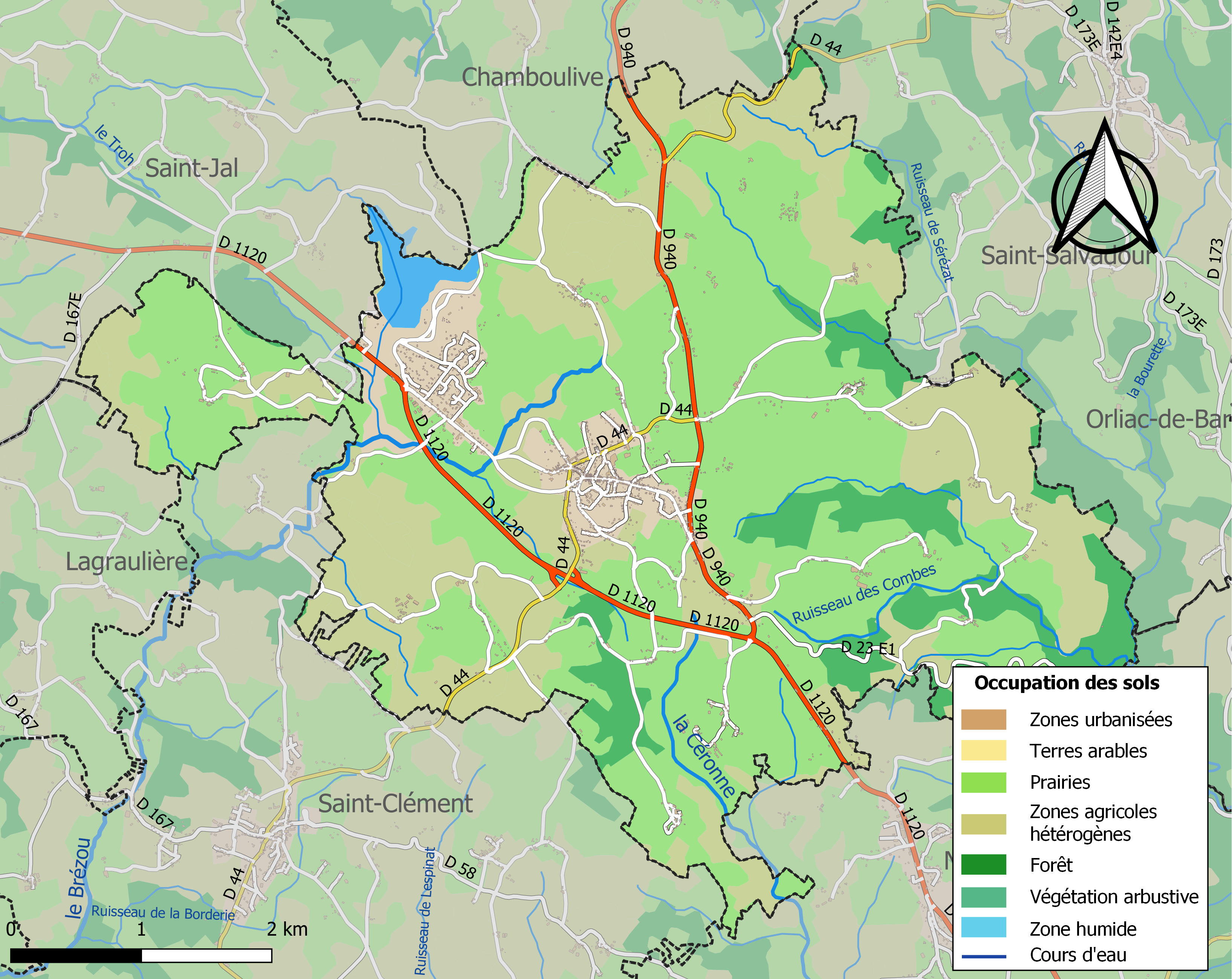
Carte des infrastructures et de l'occupation des sols de la commune en 2018 (CLC).

### Risques majeurs
Le territoire de la commune de Seilhac est vulnérable à différents aléas naturels : météorologiques (tempête, orage, neige, grand froid, canicule ou sécheresse), feux de forêts, mouvements de terrains et séisme (sismicité très faible). Il est également exposé à un risque particulier : le risque de radon. Un site publié par le BRGM permet d'évaluer simplement et rapidement les risques d'un bien localisé soit par son adresse soit par le numéro de sa parcelle.

#### Risques naturels

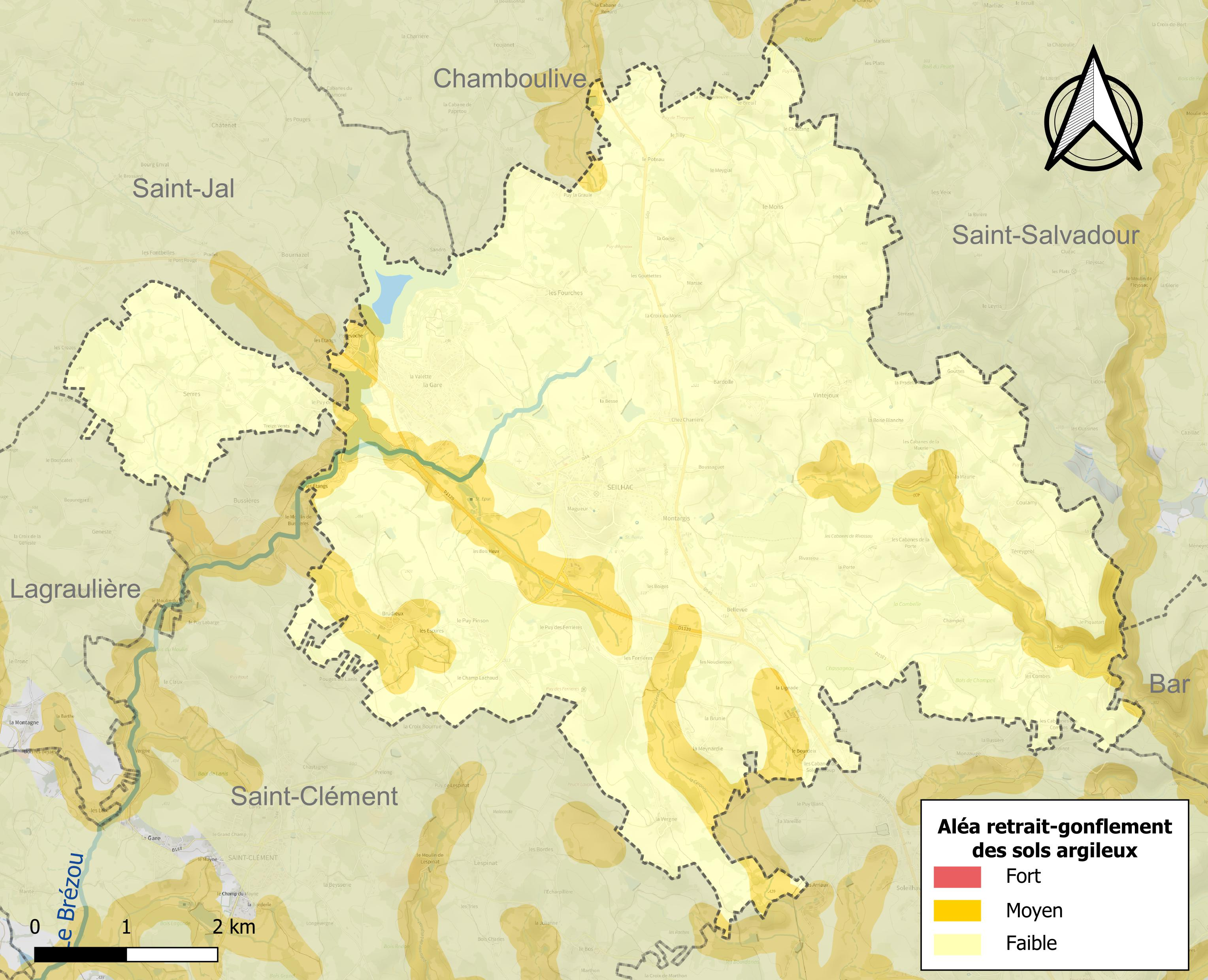
Carte des zones d'aléa retrait-gonflement des sols argileux de Seilhac.

La commune est vulnérable au risque de mouvements de terrains constitué principalement du retrait-gonflement des sols argileux. Cet aléa est susceptible d'engendrer des dommages importants aux bâtiments en cas d’alternance de périodes de sécheresse et de pluie. 14,9 % de la superficie communale est en aléa moyen ou fort (26,8 % au niveau départemental et 48,5 % au niveau national). Sur les 967 bâtiments dénombrés sur la commune en 2019,  34 sont en aléa moyen ou fort, soit 4 %, à comparer aux 36 % au niveau départemental et 54 % au niveau national. Une cartographie de l'exposition du territoire national au retrait gonflement des sols argileux est disponible sur le site du BRGM,.
Concernant les feux de forêt, aucun plan de prévention des risques incendie de forêt (PPRIF) n’a été établi en Corrèze, néanmoins le code de l’urbanisme impose la prise en compte des risques dans les documents d’urbanisme. Le périmètre des servitudes d'utilité publique et des zones d'obligation légale de débroussaillement pour les particuliers est quant à lui défini pour la commune dans une carte dédiée. 

#### Risque particulier
Dans plusieurs parties du territoire national, le radon, accumulé dans certains logements ou autres locaux, peut constituer une source significative d’exposition de la population aux rayonnements ionisants. Certaines communes du département sont concernées par le risque radon à un niveau plus ou moins élevé. Selon la classification de 2018, la commune de Seilhac est classée en zone 2, à savoir zone à potentiel radon faible mais sur lesquelles des facteurs géologiques particuliers peuvent faciliter le transfert du radon vers les bâtiments. 

## Économie
L'économie locale est basée sur l'artisanat et sur les PME. Le secteur agricole décline malgré la persistance d'une économie basée sur l'élevage bovin de qualité.

## Toponymie
Selon Ernest Nègre, le toponyme Seilhac, dérivé avec le suffixe gaulois -acus, est formé sur le nom de personne Sagillius. Selon Marcel Villoutreix, il est formé sur le nom de personne latin Salius ; les formes anciennes du toponyme sont les suivantes : Saliaco sur une monnaie mérovingienne, Selliaco vers 930, Seillac vers 1100, de Saliaco en 1105, Selhac vers 1315. Yves Lavalade conclut à la même étymologie et il estime que « la graphie de 1315 était excellente ».

## Histoire
Des vestiges gallo-romains témoignent de la présence sur le territoire de la commune.[précision nécessaire]
Sa position au carrefour de vieux chemins donna au bourg son essor.
En 1784, Turgot, alors intendant du Limousin, établit la route reliant Paris au centre de la France. Grâce à l’influence du marquis de Seilhac, cette route passa par la ville du même nom. En 1790, le rang du bourg est confirmé et reçoit le chef-lieu du canton.
Le 10 juin 1944, la division Das Reich, qui a déjà commis la veille le massacre de Tulle et commet, ce même 10 juin, celui d'Oradour-sur-Glane, procède à des arrestations à Seilhac et à Masléon (Haute-Vienne). Quatre personnes natives de Seilhac se retrouvent au nombre des 2 152 déportés (tous des hommes, dont 149 qui avait été arrêtés à Tulle le 9 juin) à partir du camp d'internement de Royallieu à Compiègne, le 2 juillet, pour le camp de concentration de Dachau dans le tristement célèbre « train de la mort » (le transport no I240). 

## Politique et administration

### Liste des maires

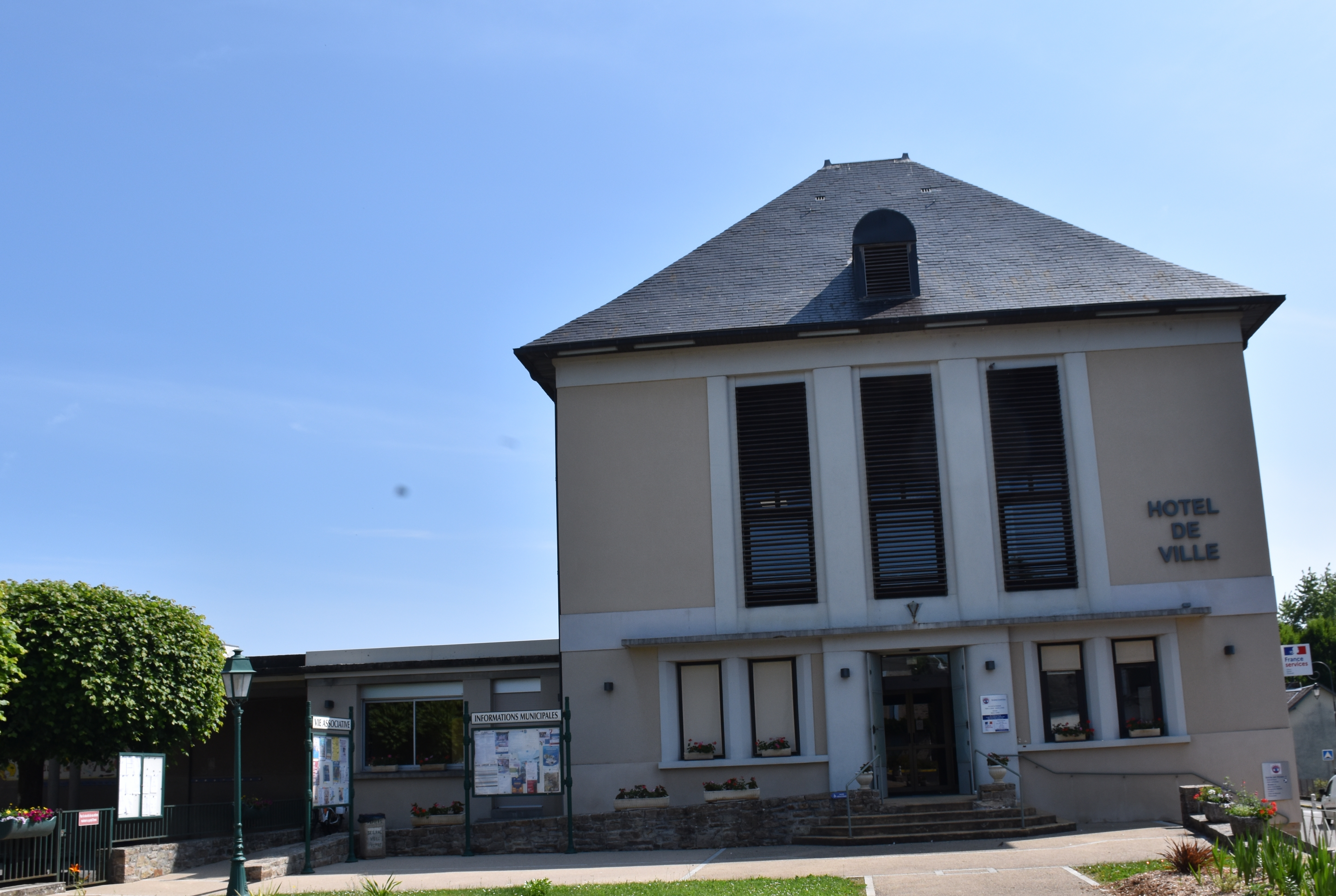
L'Hôtel-de-Ville.

| Période       | Période       | Identité                                     | Étiquette    | Qualité                              |
| ------------- | ------------- | -------------------------------------------- | ------------ | ------------------------------------ |
| 1935          | 1982          | Jean Vinatier                                | SFIO puis SE | Agriculteur Député (1971-1973)       |
| 1982          | 1995          | Pierre Vinatier                              | -            |                                      |
| juin 1995     | 2008          | Roger Brousse                                | DVD          |                                      |
| mars 2008     | novembre 2008 | Pierre Tresmontan                            | DVG          |                                      |
| novembre 2008 | 24 août 2024  | Marc Géraudie Réélu pour le mandat 2020-2026 | DVG          | Chef d'entreprise Décédé en fonction |

### Politique environnementale
Dans son palmarès 2024, le Conseil national de villes et villages fleuris de France a attribué une fleur à la commune.

## Démographie
L'évolution du nombre d'habitants est connue à travers les recensements de la population effectués dans la commune depuis 1793. Pour les communes de moins de 10 000 habitants, une enquête de recensement portant sur toute la population est réalisée tous les cinq ans, les populations de référence des années intermédiaires étant quant à elles estimées par interpolation ou extrapolation. Pour la commune, le premier recensement exhaustif entrant dans le cadre du nouveau dispositif a été réalisé en 2004.

En 2022, la commune comptait 1 814 habitants, en évolution de +5,53 % par rapport à 2016 (Corrèze : −0,59 %, France hors Mayotte : +2,11 %).
| 1793  | 1800  | 1806  | 1821  | 1831  | 1836  | 1841  | 1846  | 1851  |
| ----- | ----- | ----- | ----- | ----- | ----- | ----- | ----- | ----- |
| 1 294 | 1 271 | 1 446 | 1 602 | 1 610 | 1 602 | 1 620 | 1 670 | 1 785 |

| 1856  | 1861  | 1866  | 1872  | 1876  | 1881  | 1886  | 1891  | 1896  |
| ----- | ----- | ----- | ----- | ----- | ----- | ----- | ----- | ----- |
| 1 802 | 1 833 | 1 848 | 1 825 | 1 831 | 1 893 | 2 032 | 2 035 | 2 082 |

| 1901  | 1906  | 1911  | 1921  | 1926  | 1931  | 1936  | 1946  | 1954  |
| ----- | ----- | ----- | ----- | ----- | ----- | ----- | ----- | ----- |
| 2 025 | 1 963 | 1 960 | 1 631 | 1 504 | 1 559 | 1 602 | 1 370 | 1 242 |

| 1962  | 1968  | 1975  | 1982  | 1990  | 1999  | 2004  | 2006  | 2009  |
| ----- | ----- | ----- | ----- | ----- | ----- | ----- | ----- | ----- |
| 1 243 | 1 247 | 1 319 | 1 440 | 1 540 | 1 635 | 1 724 | 1 765 | 1 721 |

| 2014  | 2019  | 2022  | - | - | - | - | - | - |
| ----- | ----- | ----- | - | - | - | - | - | - |
| 1 697 | 1 778 | 1 814 | - | - | - | - | - | - |

## Vie locale

### Enseignement
Le collège Armande-Baudry porte le nom d'une résistante née en Dordogne et installée à Seilhac.

### Associations sportives
- Seilhac Football
- Seilhac Rugby
- Seilhac Basket

## Lieux et monuments

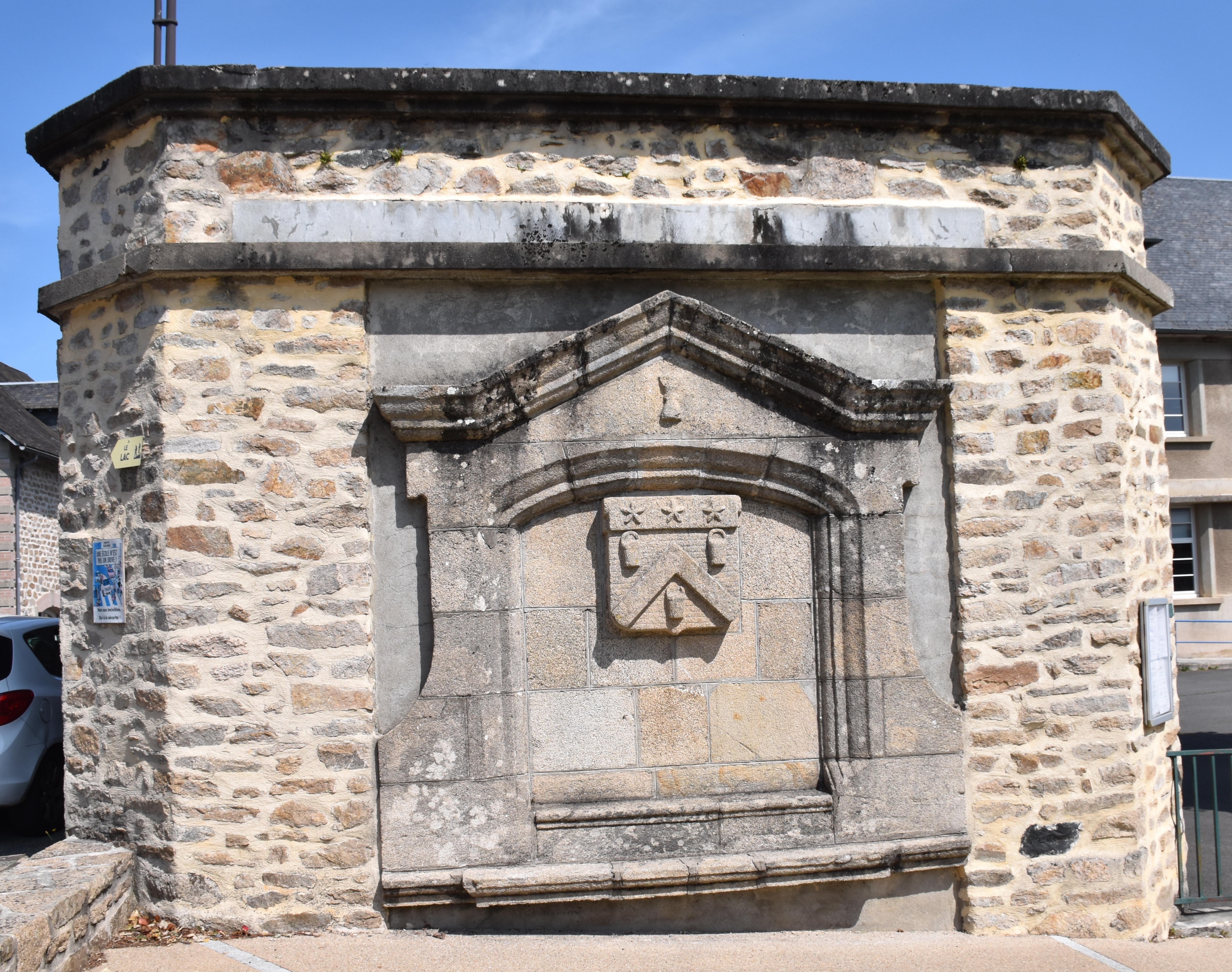
Ancienne fontaine avec le blason de la commune sculpté.
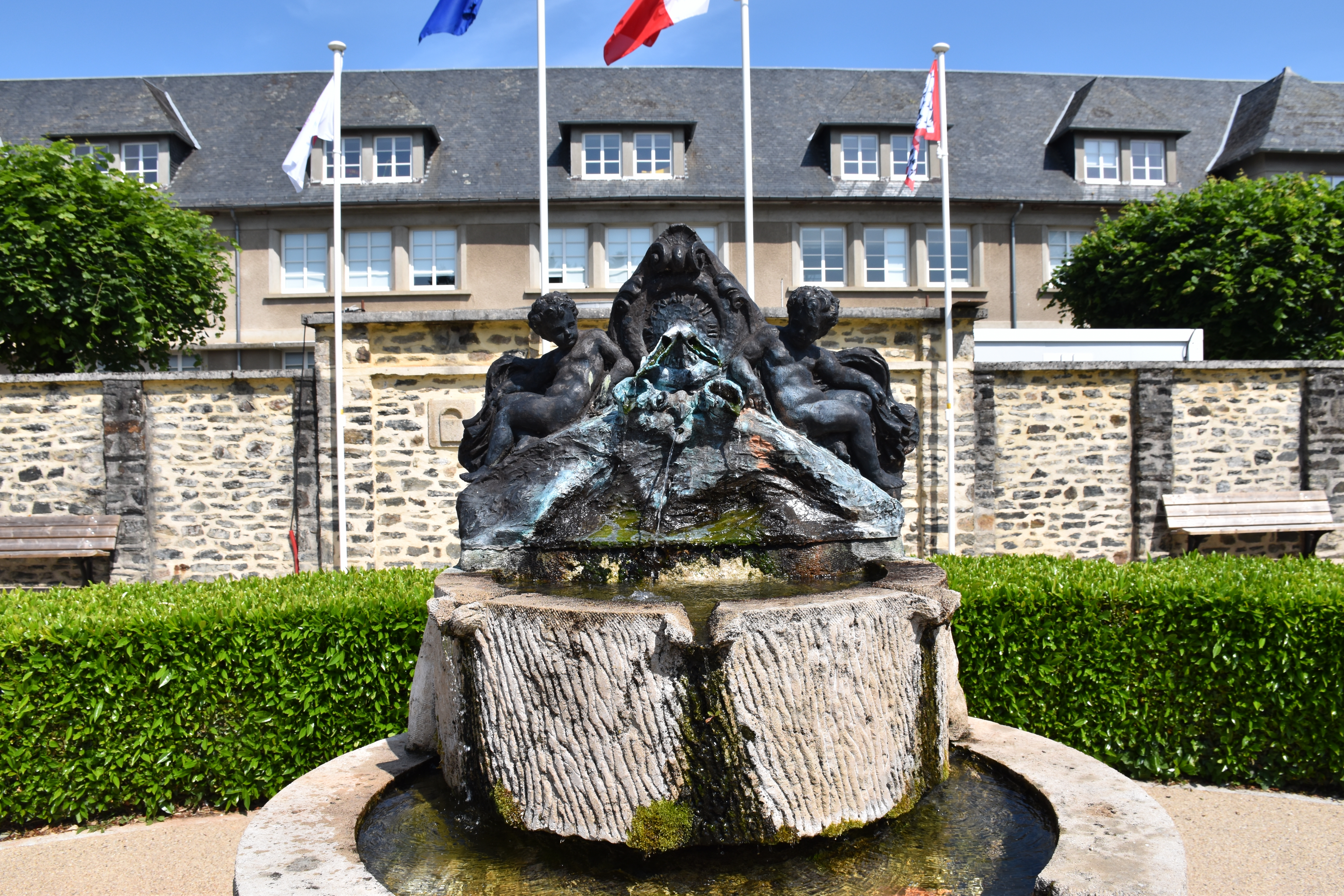
La fontaine de la place de la mairie.
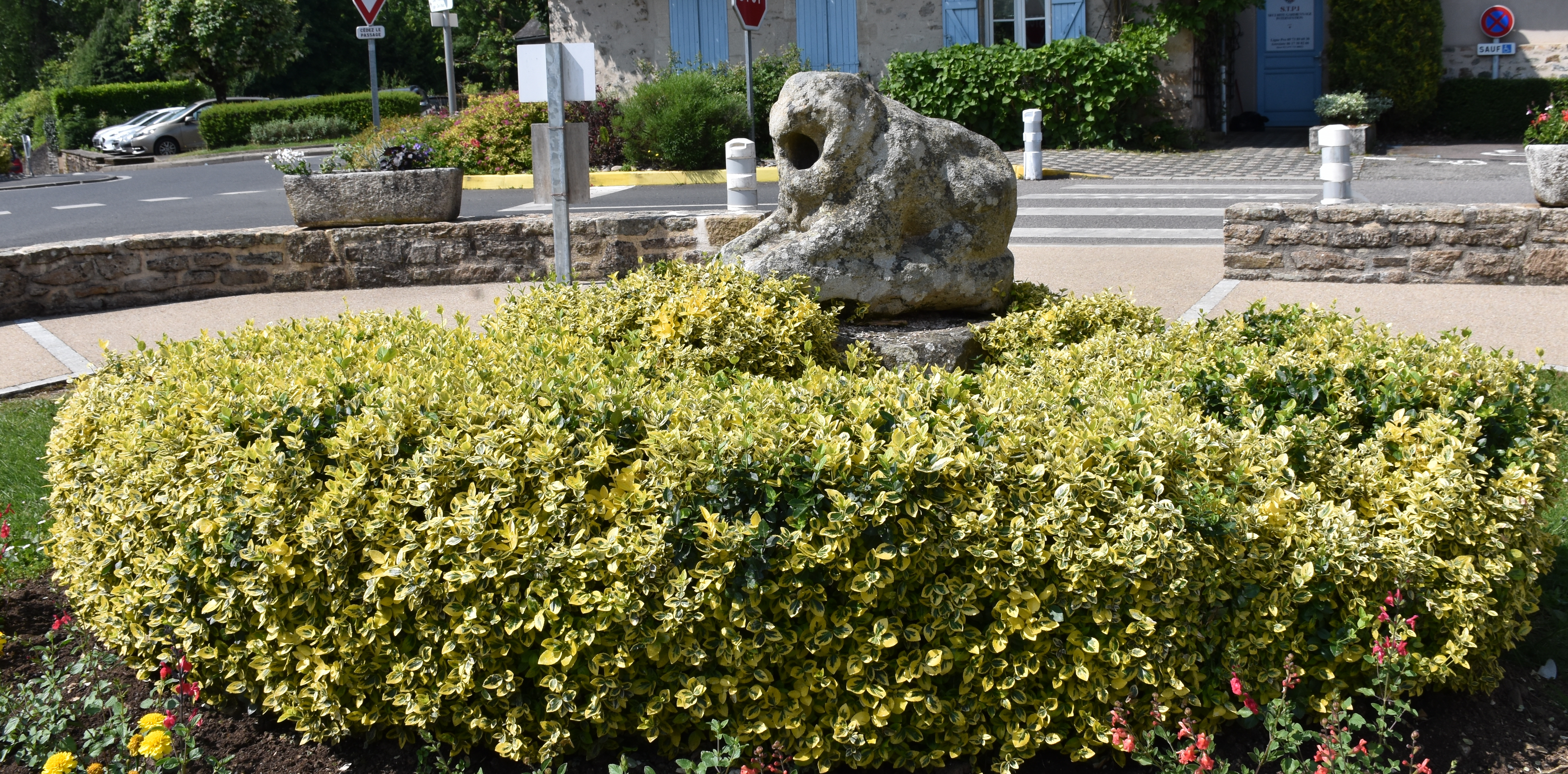
Le lion-fontaine de l'époque gallo-romaine.
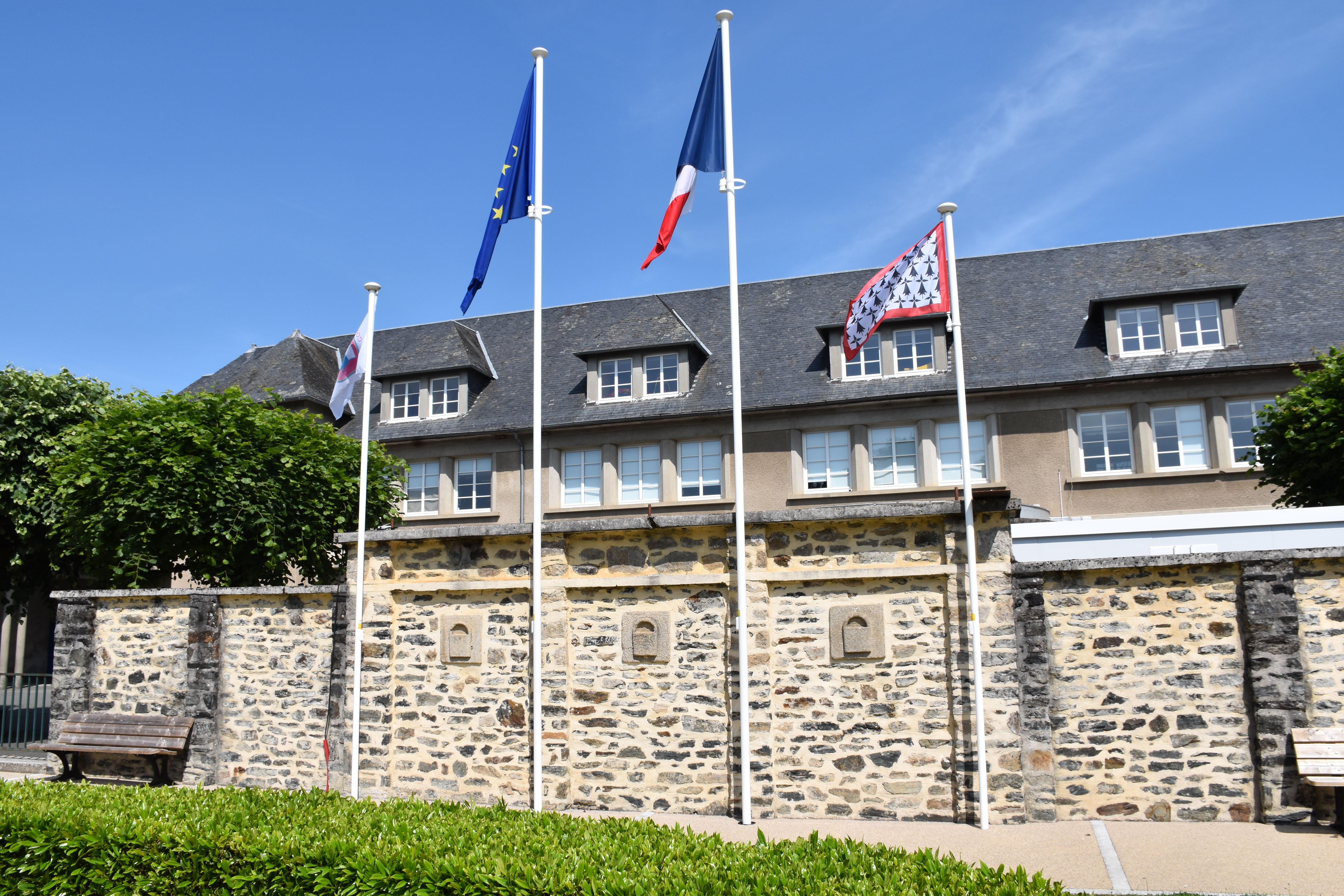
Le mur de l'école.
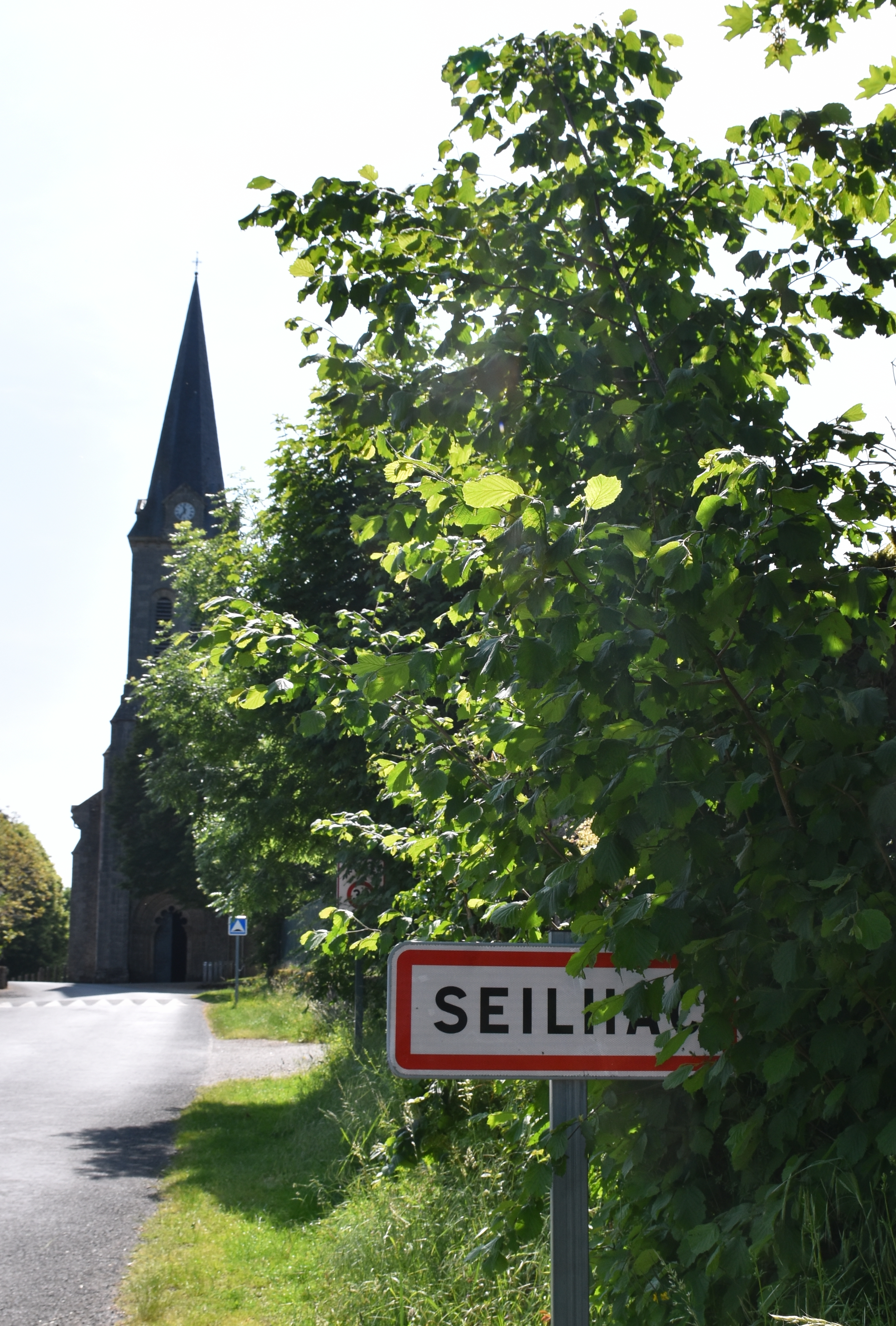
Entrée de la commune près de l'église.

Le patrimoine bâti dont les éléments majeurs sont l’église (abside et chœur) et le château reconstruit à la fin du XIXe siècle (domaine privé) constitue le principal patrimoine historique de la commune. Le chœur de l'église et le jardin du château sont inscrits à l’inventaire supplémentaire des monuments historiques.
L'Abside et chœur ont été inscrit au titre des monuments historiques en 1977.

Galerie : L'église Notre-Dame de Seilhac

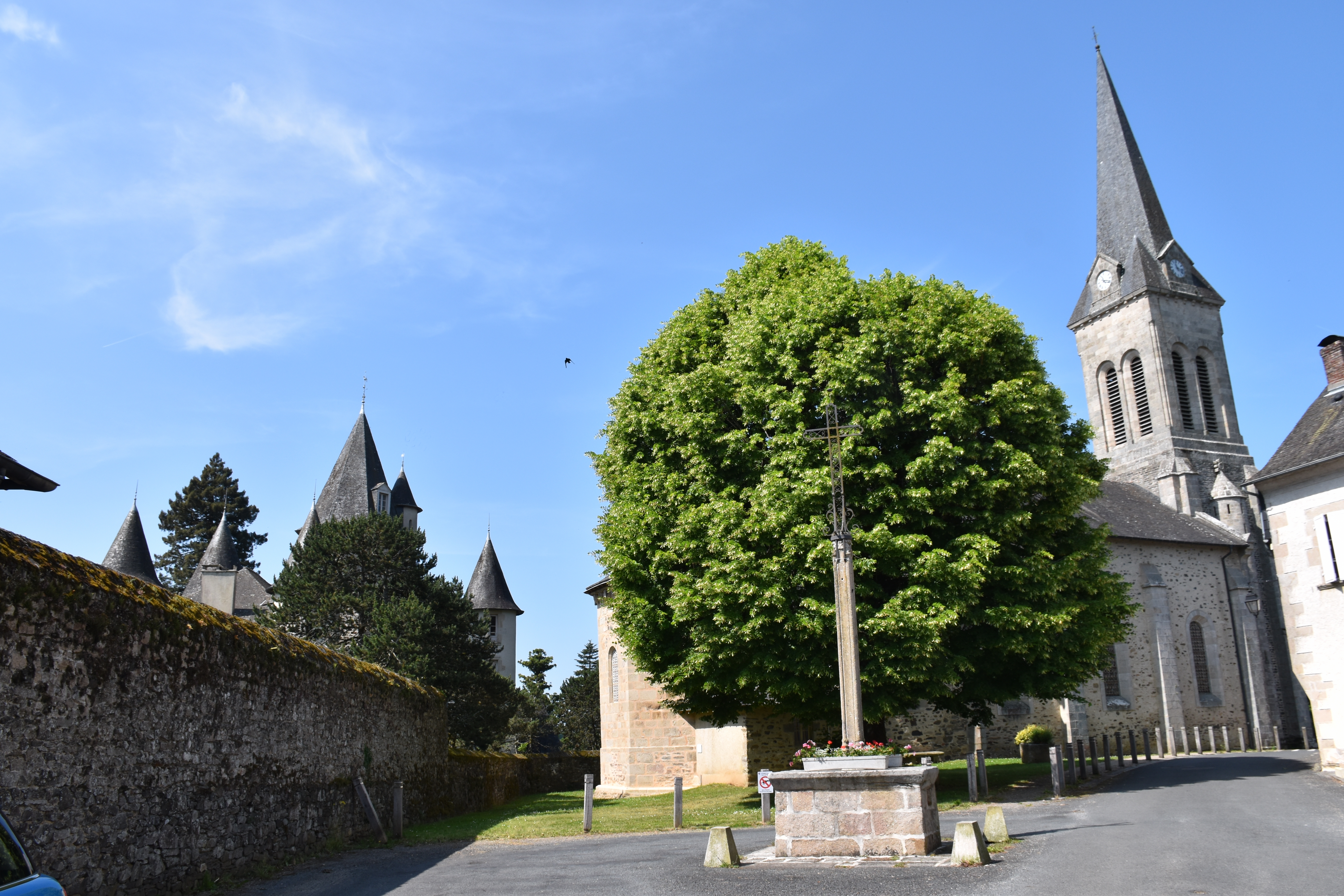
Vue latérale de l'église, à gauche les tours du château, au premier plan, le tilleul planté én 1831.
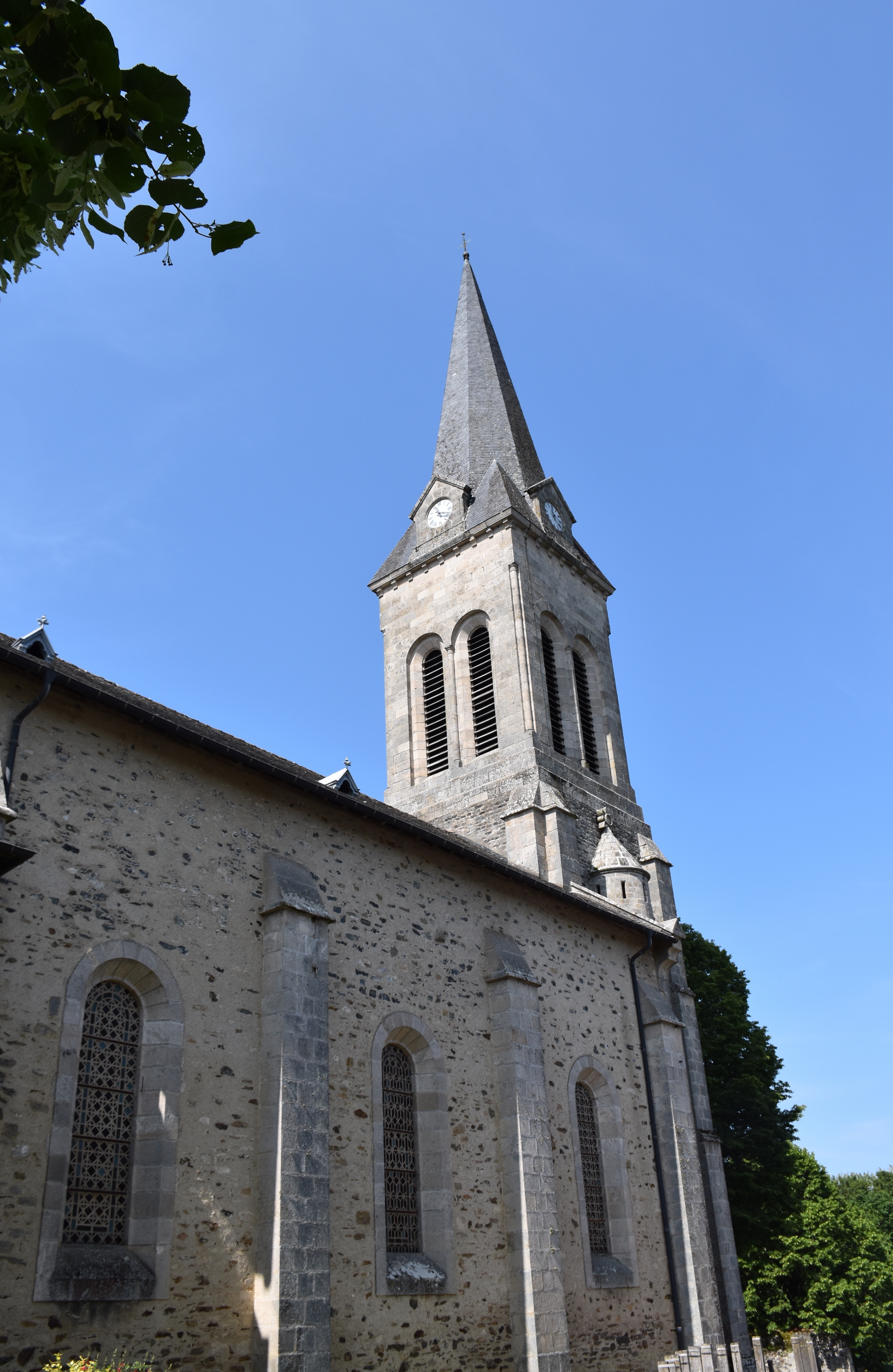
Le clocher.
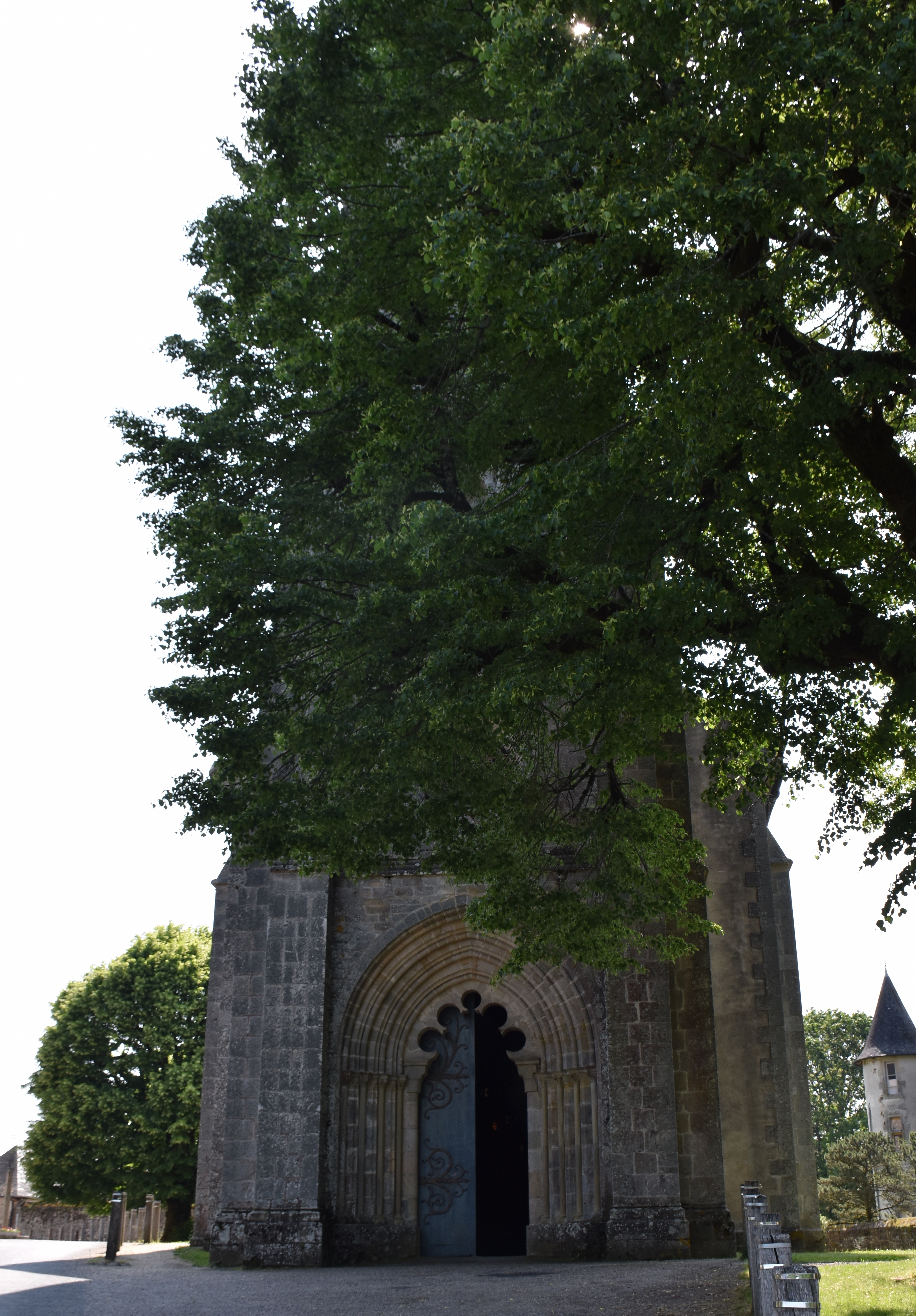
Vue de la façade occultée par un immense tilleul.
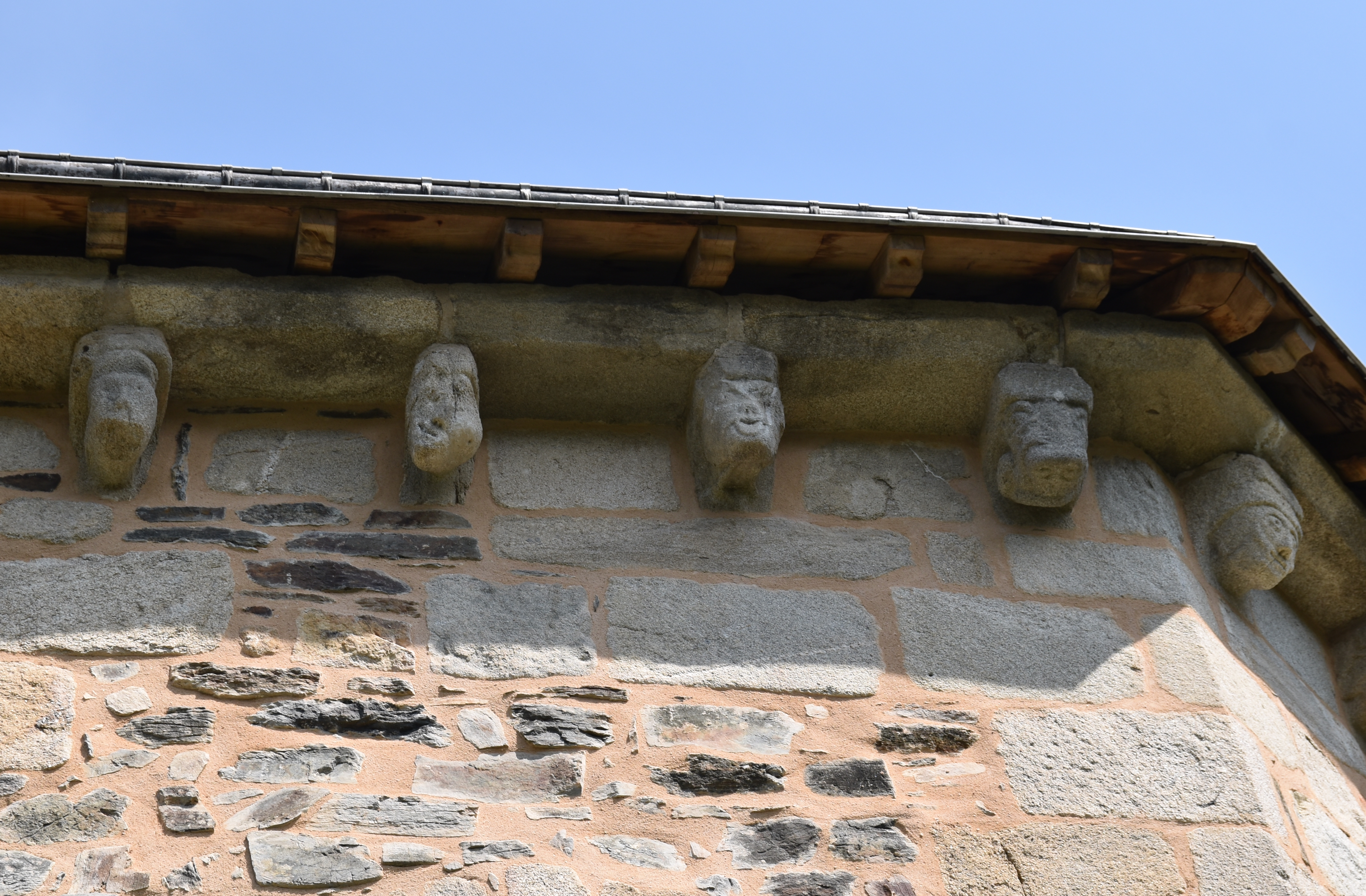
Détail des modillons du chevet.
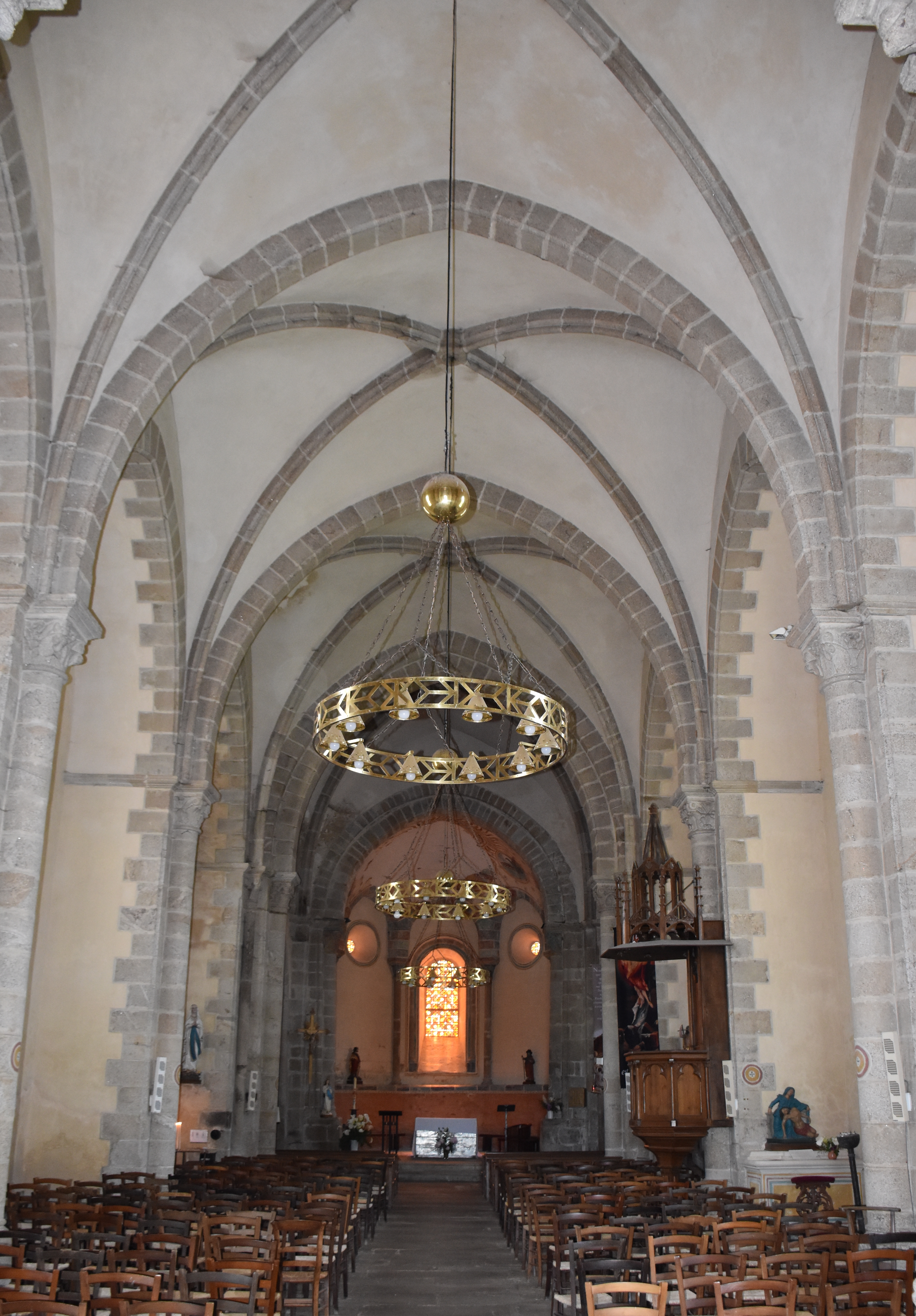
Vue de la nef.
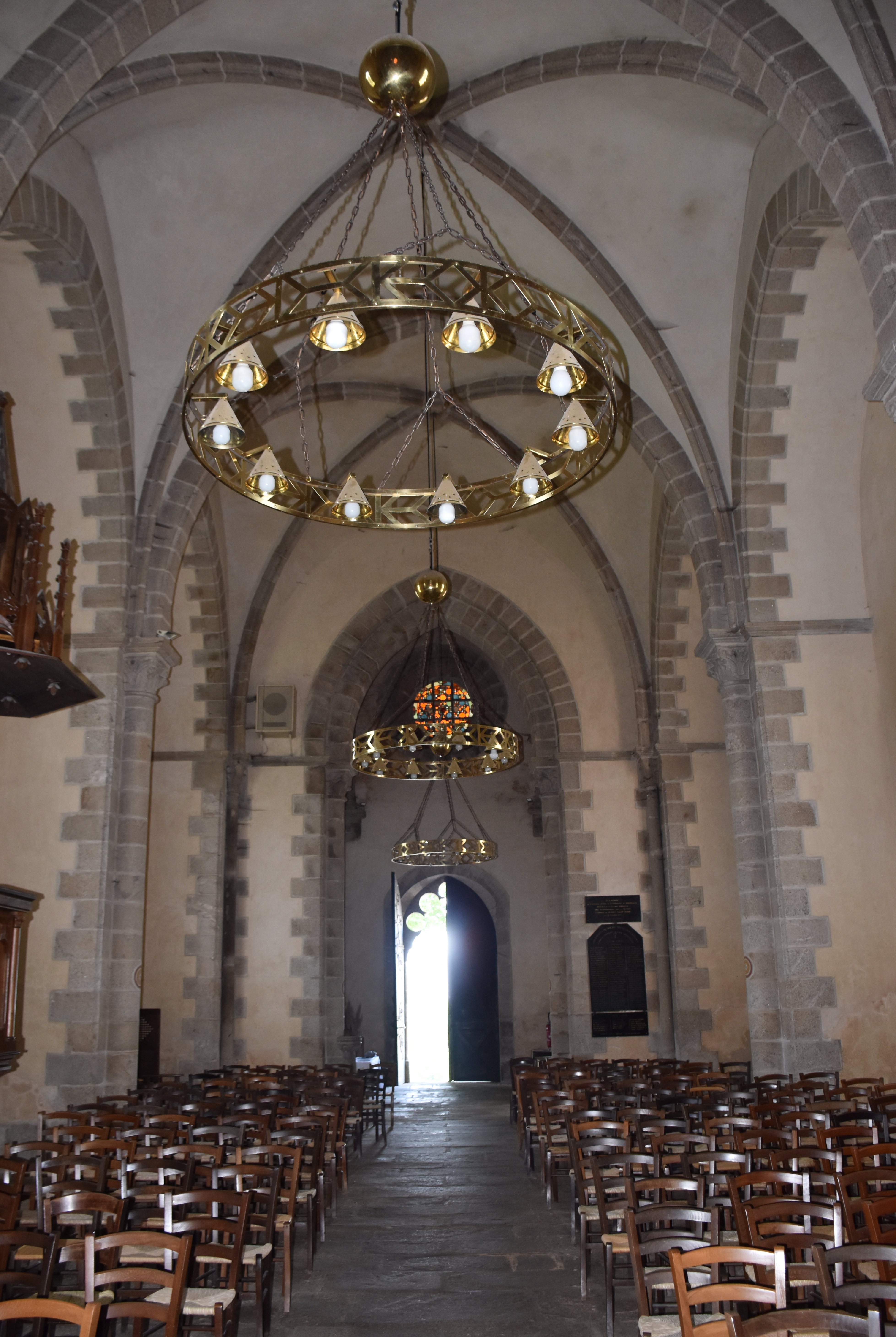
Vue de la nef côté porche.

La ville possède aussi un potentiel touristique avec le lac de Bournazel, vaste de 35 hectares et les infrastructures de loisirs et de pleine nature.

## Personnalités liées à la commune
- Henry de Bournazel (1898 - 1933), héros de la pacification du Maroc (l'homme à la tunique rouge). La famille de Lespinasse de Bournazel est installée sur les communes de Saint-Jal et de Seilhac depuis le XVIe siècle.
- Léonard Leymarie (1880-1914), né à Seilhac, fusillé pour l’exemple.
- Paul Viallaneix (1925-2018), spécialiste de Michelet et de Supervielle, est enterré à Seilhac.
- Élie Pebeyre (1923-2008), né à Seilhac, ancien joueur français de rugby à XV.

## Héraldique
| Blason de Seilhac | Blason  | D’azur au chevron d’or accompagné de trois seilles d’argent, deux en chef, une en pointe, au chef de gueules chargé de trois étoiles d’or. |
| Blason de Seilhac | Détails | Le blason, existant depuis 1843 sur le mur de l’ancienne mairie d’où il fut transféré, se trouve gravé sous un fronton triangulaire dans un cartouche du mur devant le jardin des écoles, à côté de la mairie. Le blasonnement indique deux métaux : l’or (jaune), l’argent (blanc) pour le chevron, les seilles (seaux en bois) ainsi que les étoiles ; et deux émaux : azur (bleu) pour le champ et gueules (rouge) pour le chef (tiers supérieur). Ses éléments furent empruntés d’une part aux armoiries des seigneurs de Seilhac et, d’autre part, à l’intérêt qu’on portait à la fabrication des seilles dans le pays du Bas-Limousin. Voté en janvier 1968. |

## Manifestations
- Festival Théâtre à Seilhac

### Cartes
1. ↑  IGN, « Évolution comparée de l'occupation des sols de la commune sur cartes anciennes », sur remonterletemps.ign.fr (consulté le 2 juillet 2022).
2. ↑  « Cartographie interactive de l'exposition des sols au retrait-gonflement des argiles », sur infoterre.brgm.fr (consulté le 29 septembre 2024)